# Apelmocreagris crinita
Apelmocreagris crinita är en tvåvingeart som först beskrevs av Franz Lengersdorf 1944.  Apelmocreagris crinita ingår i släktet Apelmocreagris och familjen sorgmyggor. Inga underarter finns listade i Catalogue of Life.